# Liste des conseillers départementaux d'Ille-et-Vilaine
Pour un article plus général, voir Conseil départemental d'Ille-et-Vilaine.
Cet article dresse la liste des conseillers départementaux d'Ille-et-Vilaine et des anciens conseillers généraux.

## Réforme de 2013
Depuis 2015, les « élections départementales » et les « conseils départementaux » remplacent les « élections cantonales » et les « conseils généraux », en vertu de la loi du 17 mai 2013. Le décret n°2014-177 du 18 février 2014 découpe ainsi le département en 27 cantons dans lesquels sont élus au scrutin majoritaire et pour un mandat de 6 ans un binôme mixte soit 54 élus. Par ailleurs, le conseil départemental est renouvelé dans son intégralité à chaque scrutin.
Le décret n° 2020-209 du 5 mars 2020 renomme le canton d'Antrain en canton de Val-Couesnon à la suite de la création de la commune nouvelle du même nom tandis que celle de Luitré-Dompierre, issue de la fusion des communes de Luitré et Dompierre-du-Chemin et qui appartenaient à deux cantons différents, est rattachée au canton de Fougères-2.
| Dol-de-Bretagne Montauban- · de-Bretagne Montfort- · sur-Meu Guichen Redon Bain- · de-Bretagne La Guerche- · de-Bretagne Janzé Bruz Le Rheu Melesse Combourg Val-Couesnon 1 2 Fougères Liffré Vitré Châteaugiron Betton 1 2 Saint-Malo 1 2 3 4 5 6 Rennes |

Carte des cantons d'Ille-et-Vilaine

## Période 2021-2028

### Composition du conseil départemental d'Ille-et-Vilaine(54 sièges)
| Parti!                               | Sigle | Sigle | Élus | Groupe                             |
| ------------------------------------ | ----- | ----- | ---- | ---------------------------------- |
| Majorité (32 sièges)                 |       |       |      |                                    |
| Parti socialiste                     |       | PS    | 11   | Gauche, socialiste et citoyen      |
| Divers gauche                        |       | DVG   | 7    | Gauche, socialiste et citoyen      |
| Parti communiste français            |       | PCF   | 1    | Gauche, socialiste et citoyen      |
| Europe Écologie Les Verts            |       | EÉLV  | 7    | Écologiste, fédéraliste et citoyen |
| Union démocratique bretonne          |       | UDB   | 1    | Écologiste, fédéraliste et citoyen |
| Parti socialiste dissident           |       | PS    | 1    | Territoires unis et solidaires     |
| Parti radical                        |       | PRV   | 2    | Territoires unis et solidaires     |
| Divers gauche (ex-EÉLV)              |       | DVG   | 2    | Majorité départementale            |
| Opposition (22 sièges)               |       |       |      |                                    |
| Divers droite                        |       | DVD   | 14   | Union du centre et de la droite    |
| Les Républicains                     |       | LR    | 4    | Union du centre et de la droite    |
| Union des démocrates et indépendants |       | UDI   | 1    | Union du centre et de la droite    |
| Mouvement démocrate                  |       | MoDem | 1    | Union du centre et de la droite    |
| Renaissance                          |       | RE    | 1    | Union du centre et de la droite    |
| Agir                                 |       | Agir  | 1    | Union du centre et de la droite    |
| Président du conseil départemental   |       |       |      |                                    |
| Jean-Luc Chenut (PS)                 |       |       |      |                                    |

### Liste des conseillers départementaux d'Ille-et-Vilaine
| Bain-de-Bretagne                     | Laurence Roux               |  | DVG               |
| Bain-de-Bretagne                     | Frédéric Martin             |  | DVG               |
| Betton                               | Jeanne Feret                |  | MoDem             |
| Betton                               | Pierre Breteau              |  | RE                |
| Bruz                                 | Cécile Bouton               |  | PCF               |
| Bruz                                 | Sébastien Guéret            |  | DVG               |
| Châteaugiron                         | Schirel Lemonne             |  | DVG               |
| Châteaugiron                         | Stéphane Lenfant            |  | PS                |
| Combourg                             | Béatrice Duguépéroux-Honoré |  | PRV               |
| Combourg                             | Benoît Sohier               |  | PS                |
| Dol-de-Bretagne                      | Jean-Luc Bourgeaux          |  | LR                |
| Dol-de-Bretagne                      | Agnès Toutant               |  | DVD               |
| Fougères-1                           | Leslie Saliot               |  | DVD               |
| Fougères-1                           | Bernard Delaunay            |  | DVD               |
| Fougères-2                           | Isabelle Biard              |  | LR                |
| Fougères-2                           | Louis Pautrel               |  | UDI               |
| La Guerche-de-Bretagne               | Marie-Christine Morice      |  | UDI               |
| La Guerche-de-Bretagne               | Christian Sorieux           |  | LR                |
| Guichen                              | Roger Morazin               |  | PS                |
| Guichen                              | Michèle Motel               |  | DVG               |
| Janzé                                | Jonathan Houillot           |  | LR                |
| Janzé                                | Laurence Mercier            |  | LR                |
| Liffré                               | Isabelle Courtigné          |  | PS                |
| Liffré                               | Jean-Michel Le Guennec      |  | PS                |
| Melesse                              | Ludovic Coulombel           |  | PS                |
| Melesse                              | Gaëlle Mestries             |  | DVG               |
| Montauban-de-Bretagne                | Charlotte Faillé            |  | DVD               |
| Montauban-de-Bretagne                | Jean-François Bohanne       |  | DVD               |
| Montfort-sur-Meu                     | Anne-Françoise Courteille   |  | PS                |
| Montfort-sur-Meu                     | Christophe Martins          |  | PRV               |
| Redon                                | Anne Mainguet-Grall         |  | DVG               |
| Redon                                | Franck Pichot               |  | PS                |
| Rennes-1                             | Emmanuelle Rousset          |  | PS                |
| Rennes-1                             | Marc Hervé                  |  | PS                |
| Rennes-2                             | Marion Le Frène             |  | EÉLV              |
| Rennes-2                             | Denez Marchand              |  | UDB               |
| Rennes-3                             | Jeanne Larue                |  | DVG (ex-EÉLV)     |
| Rennes-3                             | Nicolas Perrin              |  | EÉLV              |
| Rennes-4                             | Sylvie Quélan               |  | EÉLV              |
| Rennes-4                             | Yann Soulabaille            |  | EÉLV              |
| Rennes-5                             | Caroline Roger-Moigneu      |  | EÉLV              |
| Rennes-5                             | Olwen Dénès                 |  | EÉLV              |
| Rennes-6                             | Régine Komokoli-Nakoafio    |  | DVG (ex-EÉLV)     |
| Rennes-6                             | Jean-Paul Guidoni           |  | EÉLV              |
| Le Rheu                              | Armelle Billard             |  | PS                |
| Le Rheu                              | Jean-Luc Chenut *           |  | PS                |
| Saint-Malo-1                         | Florence Abadie             |  | DVD               |
| Saint-Malo-1                         | Marcel Le Moal              |  | DVD               |
| Saint-Malo-2                         | Céline Roche                |  | DVD               |
| Saint-Malo-2                         | Arnaud Salmon               |  | DVD puis Horizons |
| Val Couesnon                         | Aymar de Gouvion Saint-Cyr  |  | Agir              |
| Val Couesnon                         | Aline Guibelin              |  | DVD               |
| Vitré                                | Elisabeth Brun              |  | LR                |
| Vitré                                | Paul Lapause                |  | LR                |
| * Président du conseil départemental |                             |  |                   |

## Période 2015-2021

### Composition du conseil départemental d'Ille-et-Vilaine(54 sièges)
| Parti                                | Sigle | Sigle | Élus | Groupes                         |
| ------------------------------------ | ----- | ----- | ---- | ------------------------------- |
| Majorité (30 sièges)                 |       |       |      |                                 |
| Parti socialiste                     |       | PS    | 21   | Socialiste et apparentés        |
| Divers gauche                        |       | DVG   | 4    | Socialiste et apparentés        |
| Génération.s                         |       | G.s   | 2    | Socialiste et apparentés        |
| Parti radical de gauche              |       | PRG   | 2    | Radical de gauche               |
| Divers gauche                        |       | DVG   | 1    | Radical de gauche               |
| Opposition (22 sièges)               |       |       |      |                                 |
| Les Républicains                     |       | UMP   | 7    | Union de la droite et du centre |
| Divers droite                        |       | DVD   | 7    | Union de la droite et du centre |
| Union des démocrates et indépendants |       | UDI   | 4    | Union de la droite et du centre |
| Mouvement démocrate                  |       | MoDem | 2    | Union de la droite et du centre |
| Agir                                 |       | Agir  | 1    | Union de la droite et du centre |
| Parti chrétien-démocrate             |       | PCD   | 1    | Union de la droite et du centre |
|                                      |       |       |      |                                 |
| Divers gauche                        |       | DVG   | 2    | Non-inscrit                     |
| Président du conseil départemental   |       |       |      |                                 |
| Jean-Luc Chenut (PS)                 |       |       |      |                                 |

### Liste des conseillers départementaux d'Ille-et-Vilaine
| Antrain                              | Aymar de Gouvion Saint-Cyr   |  | LR puis Agir |
| Antrain                              | Laëtitia Meignan             |  | DVD          |
| Bain-de-Bretagne                     | Nadine Dréan                 |  | DVD          |
| Bain-de-Bretagne                     | Yvon Mellet                  |  | MoDem        |
| Betton                               | Claudine David               |  | PS           |
| Betton                               | Michel Gautier               |  | PS           |
| Bruz                                 | Philippe Bonnin              |  | PS puis DVG  |
| Bruz                                 | Sandrine Rol                 |  | DVG          |
| Châteaugiron                         | Aude de La Vergne            |  | LR           |
| Châteaugiron                         | Louis Hubert                 |  | DVD          |
| Combourg                             | Béatrice Duguépéroux-Honoré  |  | DVG          |
| Combourg                             | André Lefeuvre               |  | PRG          |
| Dol-de-Bretagne                      | Jean-Luc Bourgeaux           |  | LR           |
| Dol-de-Bretagne                      | Agnès Toutant                |  | DVD          |
| Fougères-1                           | Thierry Benoit               |  | UDI          |
| Fougères-1                           | Frédérique Miramont          |  | UDI          |
| Fougères-2                           | Isabelle Biard               |  | LR           |
| Fougères-2                           | Louis Pautrel                |  | UDI          |
| La Guerche-de-Bretagne               | Aymeric Massiet du Biest     |  | DVD          |
| La Guerche-de-Bretagne               | Monique Sockath              |  | LR           |
| Guichen                              | Roger Morazin                |  | PS           |
| Guichen                              | Michèle Motel                |  | DVG          |
| Janzé                                | Jacques Daviau               |  | PS           |
| Janzé                                | Françoise Sourdrille         |  | PS           |
| Liffré                               | Isabelle Courtigné           |  | PS           |
| Liffré                               | Bernard Marquet              |  | PS           |
| Melesse                              | Ludovic Coulombel            |  | PS           |
| Melesse                              | Gaëlle Mestries              |  | DVG          |
| Montauban-de-Bretagne                | Marie Daugan                 |  | LR           |
| Montauban-de-Bretagne                | Pierre Guitton               |  | DVD          |
| Montfort-sur-Meu                     | Anne-Françoise Courteille    |  | PS           |
| Montfort-sur-Meu                     | Christophe Martins           |  | PRG          |
| Redon                                | Franck Pichot                |  | PS           |
| Redon                                | Solène Michenot              |  | DVG          |
| Rennes-1                             | Marc Hervé                   |  | PS           |
| Rennes-1                             | Emmanuelle Rousset           |  | PS           |
| Rennes-2                             | Damien Bongart               |  | PS puis G·s  |
| Rennes-2                             | Catherine Debroise           |  | PS           |
| Rennes-3                             | Frédéric Bourcier            |  | PS           |
| Rennes-3                             | Béatrice Hakni-Robin         |  | PS           |
| Rennes-4                             | Muriel Condolf-Férec         |  | PS           |
| Rennes-4                             | Didier Le Bougeant           |  | PS           |
| Rennes-5                             | Gaëlle Andro                 |  | PS puis G·s  |
| Rennes-5                             | Marcel Rogemont              |  | PS           |
| Rennes-6                             | François André (2015-2020 †) |  | PS           |
| Rennes-6                             | Loïc Le Fur (2020-2021)      |  | DVG          |
| Rennes-6                             | Véra Briand                  |  | PS           |
| Le Rheu                              | Armelle Billard              |  | PS           |
| Le Rheu                              | Jean-Luc Chenut *            |  | PS           |
| Saint-Malo-1                         | Anne Le Gagne                |  | MoDem        |
| Saint-Malo-1                         | Pierre-Yves Mahieu           |  | PCD          |
| Saint-Malo-2                         | Nicolas Belloir              |  | LR           |
| Saint-Malo-2                         | Sophie Guyon                 |  | DVD          |
| Vitré                                | Isabelle Le Callennec        |  | LR           |
| Vitré                                | Thierry Travers              |  | UDI          |
| * Président du conseil départemental |                              |  |              |

## Période 2011-2015

### Liste des conseillers généraux d'Ille-et-Vilaine
| Canton                                  | Circ. | Conseiller général         | Parti | Série |
| --------------------------------------- | ----- | -------------------------- | ----- | ----- |
| Arrondissement de Fougères-Vitré        |       |                            |       |       |
| canton d'Antrain                        | 6     | Henri Rault                | DVG   | 2008  |
| canton d'Argentré-du-Plessis            | 5     | Monique Sokhat             | DVD   | 2008  |
| canton de Châteaubourg                  | 5     | Bernard Renou              | DVD   | 2011  |
| canton de Fougères-Nord                 | 6     | Louis Feuvrier             | DVG   | 2008  |
| canton de Fougères-Sud                  | 6     | Thierry Benoit             | UDI   | 2011  |
| canton de La Guerche-de-Bretagne        | 5     | Pierre Desprès             | UMP   | 2008  |
| canton de Louvigné-du-Désert            | 6     | Louis Pautrel              | UDI   | 2011  |
| canton de Retiers                       | 5     | Jean-Claude Blouin         | DVD   | 2011  |
| canton de Saint-Aubin-du-Cormier        | 6     | Marie-Thérèse Auneau       | DVG   | 2008  |
| canton de Saint-Brice-en-Coglès         | 6     | Louis Dubreil              | DVG   | 2011  |
| canton de Vitré-Est                     | 5     | Isabelle Le Callennec      | UMP   | 2008  |
| canton de Vitré-Ouest                   | 5     | Thierry Travers            | DVD   | 2011  |
| Arrondissement de Redon                 |       |                            |       |       |
| canton de Bain-de-Bretagne              | 4     | Yvon Mellet                | MD/O  | 2011  |
| canton de Grand-Fougeray                | 4     | Alain Saurat               | UDI   | 2011  |
| canton de Guichen                       | 4     | Jean-Pierre Letournel      | DVG   | 2008  |
| canton de Maure-de-Bretagne             | 4     | Pierre-Yves Reboux         | PRG   | 2008  |
| canton de Pipriac                       | 4     | Franck Pichot              | PS    | 2011  |
| canton de Redon                         | 4     | Jean-François Guérin       | PS    | 2008  |
| canton du Sel-de-Bretagne               | 4     | Gilbert Ménard             | DVG   | 2011  |
| Arrondissement de Rennes                |       |                            |       |       |
| canton de Bécherel                      | 3     | Marie-Hélène Daucé         | UDI   | 2011  |
| canton de Betton                        | 2     | Michel Gautier             | PS    | 2008  |
| canton de Bruz                          | 1     | Philippe Bonnin            | PS    | 2011  |
| canton de Cesson-Sévigné                | 2     | Bernard Marquet            | PS    | 2011  |
| canton de Châteaugiron                  | 5     | Louis Hubert               | UMP   | 2008  |
| canton de Hédé                          | 2     | Jean-Louis Tourenne        | PS    | 2011  |
| canton de Janzé                         | 5     | Jean-Marc Lecerf           | MD/O  | 2008  |
| canton de Liffré                        | 6     | Clément Théaudin           | PS    | 2011  |
| canton de Montauban-de-Bretagne         | 3     | Marie Daugan               | UMP   | 2008  |
| canton de Montfort-sur-Meu              | 3     | Christophe Martins         | PRG   | 2008  |
| canton de Mordelles                     | 8     | Jean-Luc Chenut            | PS    | 2008  |
| canton de Plélan-le-Grand               | 4     | Rozenn Geffroy             | PS    | 2011  |
| canton de Rennes-Bréquigny              | 1     | François Richou            | PS    | 2008  |
| canton de Rennes-Centre                 | 8     | Didier Le Bougeant         | PS    | 2011  |
| canton de Rennes-Centre-Ouest           | 8     | Marcel Rogemont            | PS    | 2011  |
| canton de Rennes-Centre-Sud             | 1     | Jeannine Huon              | PS    | 2008  |
| canton de Rennes-Est                    | 2     | Clotilde Tascon-Mennetrier | PS    | 2011  |
| canton de Rennes-le-Blosne              | 1     | Frédéric Bourcier          | PS    | 2011  |
| canton de Rennes-Nord                   | 8     | Marc Hervé                 | PS    | 2011  |
| canton de Rennes-Nord-Est               | 2     | Yves Préault               | PS    | 2008  |
| canton de Rennes-Nord-Ouest             | 3     | François André             | PS    | 2008  |
| canton de Rennes-Sud-Est                | 1     | Mireille Massot            | PS    | 2011  |
| canton de Rennes-Sud-Ouest              | 8     | Gaëlle Andro               | PS    | 2008  |
| canton de Saint-Aubin-d'Aubigné         | 2     | Jean-Yves Praud            | PS    | 2011  |
| canton de Saint-Méen-le-Grand           | 3     | Armel Jalu                 | DVG   | 2008  |
| Arrondissement de Saint-Malo            |       |                            |       |       |
| canton de Cancale                       | 7     | Maurice Jannin             | DVG   | 2011  |
| canton de Châteauneuf-d'Ille-et-Vilaine | 7     | Jean-Francis Richeux       | UDI   | 2008  |
| canton de Combourg                      | 3     | Marie-Thérèse Sauvée       | PS    | 2011  |
| canton de Dinard                        | 7     | Michel Penhoët             | PRG   | 2008  |
| canton de Dol-de-Bretagne               | 7     | Jean-Luc Bourgeaux         | UMP   | 2008  |
| canton de Pleine-Fougères               | 6     | Christian Couet            | PRG   | 2011  |
| canton de Saint-Malo-Nord               | 7     | Catherine Jacquemin        | UDI   | 2008  |
| canton de Saint-Malo-Sud                | 7     | Christine Lequertier       | UMP   | 2011  |
| canton de Tinténiac                     | 3     | André Lefeuvre             | PRG   | 2008  |